# Lu Jun Hong
Pour les articles homonymes, voir LU.
Lu Junhong (en chinois simplifié : 卢军宏 ; chinois traditionnel : 盧軍宏 ; pinyin : Lú Jūnhóng), né le 4 août 1959 à Shanghai et mort le 10 novembre 2021, est un homme de médias australien, promoteur du bouddhisme.
Il fut le président et directeur de la station de radio 2OR Australia Oriental Radio, président du Centre de recherche bouddhiste des Chinois en Australie, vice-président de l'Association des groupes de communauté chinoise en Australie.
En septembre 2012, en réponse à l'invitation d'un bureau de l'université Harvard, Lu Junhong est allé donner une conférence sur les sujets de la culture chinoise et du bouddhisme. À la suite de retours très actifs de la haute société d'Occident, du milieu universitaire d'Amérique du Nord et des médias, cet événement a attiré de nombreuses attentions.
Il promeut le bouddhisme à travers les émissions de radio telles que le Bouddhisme en mots simples, Dire franchement la vérité, Questions et réponses métaphysiques, Du métaphysique.

## Opinions religieuses
En juillet 2012, lorsqu'il a été interviewé par Radio France internationale, il a expliqué que « toutes les Portes du Dharma servent à aider les gens et que c'est à chacun de comprendre sa façon d'être au service de la création d'un monde de bon cœur. Elles sont toutes correctes tant qu'elles peuvent nous conduire à la création d'un monde merveilleux au fond de notre cœur. C'est la raison pour laquelle nous respectons toutes les Portes du Dharma qui représentent chacune une voie, ceci est très important. Les Chinois d'outre-mer à Sydney mangent végétarien tous les premiers et quinzième jour du mois selon le calendrier lunaire. Beaucoup d'entre eux vont saluer Bouddha aux jours de fêtes. Certains font des Gongde (mérite, vertu que l'on acquiert en réalisant des bonnes actions) dans les endroits comme Tau Chi, Porte du Dharma de la Terre pure et Temple Nan Tien, etc. Ils partagent tous la même vocation, celle de promouvoir le Bouddhisme et unir ainsi le cœur de tous. Je crois qu'il s'agit d'un signe auguste que les Chinois d'outre-mer gardent cette tradition de croire en Bouddha et continuent à suivre ses enseignements. C'est une tendance extraordinaire qui contribuera à la paix dans le monde ».

## Ouvrages
Plus de vingt de ses ouvrages ont été publiés. L'Introduction à la Porte du Dharma a été traduit en anglais, allemand et espagnol. 
Toutes ses œuvres sont accessibles gratuitement :
- Bouddhisme en mots simples (série)
- Destinée, chance et Feng-Shui
- Ciel, Terre et Homme
- Monde des totems
- Recueil de la guérison des maladies diverses
- Nouvel espace du bouddhisme

## Prix et titres
- En juillet 2012, il reçoit le « prix de la paix dans le monde » (bouddhisme) par le congrès des Religions du monde[7]
- Le 1er octobre 2012, prix d'honneur des communautés britanniques (British Community Honours Award) à la Chambre des Lords au Royaume-Uni [8]
- Le 24 mars 2014, titre d'ambassadeur d'éducation de la Paix mondiale au Sommet de la culture de Paix mondiale, colloque organisé à l'initiative de l'ONU[9]
- Le 26 mars 2014, titre d'ambassadeur de la paix mondiale au Sommet de la Paix du Monde au Congrès des Nations unies [10]
- Le 2 avril 2014, titre de professeur honoraire invité par l'université de Sienne en Italie[11]
- En septembre 2015, invité par le président de l'Assemblée générale des Nations unies, Maître Lu, Justicier de paix a participé au Forum sur la culture de paix à l'Assemblée générale[12].